# Pont-l'Abbé-d'Arnoult
Pont-l'Abbé-d'Arnoult /põlabedaʁˈnu/ è un comune francese di 1 991 abitanti situato nel dipartimento della Charente Marittima nella regione della Nuova Aquitania.

## Società

### Evoluzione demografica
Abitanti censiti